# こうぶつ
「こうぶつ」は吉田知加の1枚目のシングル。

## 概要
デビューシングルはカセットテープ盤と共にリリースした。唯一、100位以内にランクインした。

## 収録曲
| 全作詞・作曲: 吉田知加、全編曲: napoleon dynamite。 |                                    |                |                |
| #                                                   | タイトル                           | 作詞           | 作曲・編曲     |
| 1.                                                  | 「こうぶつ」                       | 吉田知加 [ 1 ] | 吉田知加 [ 1 ] |
| 2.                                                  | 「束縛」                           | 吉田知加 [ 1 ] | 吉田知加 [ 1 ] |
| 3.                                                  | 「こうぶつ」(インストゥルメンタル) | 吉田知加 [ 1 ] | 吉田知加 [ 1 ] |

## 参加ミュージシャン
- 鎌田真吾 - シンセサイザー
- 寺島良一 - ギター